# Диренийгольмий
Диренийгольмий — бинарное неорганическое соединение, интерметаллид
рения и гольмия
с формулой HoRe2,
кристаллы.

## Получение
- Сплавление стехиометрических количеств чистых веществ в инертной атмосфере:

{\displaystyle {\mathsf {2Re+Ho\ {\xrightarrow {T}}\ HoRe_{2}}}}

## Физические свойства
Диренийгольмий образует кристаллы
гексагональной сингонии,
пространственная группа P 63/mmc,
параметры ячейки a = 0,5378 нм, c = 0,8785 нм, Z = 4,
структура типа дицинкмагния MgZn2 (фаза Лавеса)
.